# Marcelo Beauty
Waldir Moreira Lemos (Minas Gerais, 1948 — São Paulo, 16 de janeiro de 1994) foi um renomado maquiador e cabeleireiro brasileiro. Produziu mais de mil e duzentas capas de revista, além de centenas de editoriais, e sua clientela incluiu modelos, artistas e socialites. Artisticamente era conhecido como Marcelo Beauty.

## Carreira

### Moda
Um dos nomes mais conhecidos e festejados em sua profissão nos anos 80 e 90, e suas técnicas foram destaques em programas de TV, vídeos e artigos de revistas e por suas mãos passaram estrelas como Viviane (do lendário "Show da Viviane"), abrindo as portas para a clientes como Luíza Brunet, Xuxa, Monique Evans, Vanessa de Oliveira, além de uma constelação de modelos, misses, atrizes e celebridades e socialites.
A modelo Maria Eugênia — da abertura da novela global Champagne — foi a grande musa de sua linha de produtos.

### Linha de cosméticos
Pesquisador tenaz, logo sentiu a necessidade de produtos mais apropriados às mulheres brasileiras. Em 1985, lança sua primeira linha de maquiagem e tratamento de pele especialmente formulada para as especificidades do clima quente e úmido brasileiro. Com inovações da cosmetologia e tecnologias avançadas, aliadas às tendências de cores e texturas, a marca Marcelo Beauty transformou-se em símbolo de beleza e sofisticação. Nessa mesma época produziu um vídeo intitulado "Automaquiagem".
Já nessa época Marcelo Beauty afirmava haver uma tendência mundial de valorização da beleza negra, e que por essa razão resolveu lançar uma linha de produtos específicos destinado às mulheres com esse tom de pele - base, pó facial, pó compacto e batons com cores mais fortes. O uso dos produtos indicava um cuidado para que não parecessem artificiais.

## Morte
O maquiador faleceu vítima de acidente automobilístico na Via Anhanguera, São Paulo, em 16 de janeiro de 1994.